# Paulus Pontius
Paulus Pontius, également connu sous le nom de Paul Dupont (Anvers, mai 1603 – janvier 1658) est un graveur flamand qui appartenait au cercle artistique de Rubens et Van Dyck. Ce fut l’un des plus importants graveurs de l’époque baroque flamande avec Lucas Vorsterman et Schelte Adams Bolswert. Il reproduit les principaux maîtres des Pays-Bas.

## Biographie
En 1616, Pontius entra comme apprenti à l’atelier de Osias Beert, peintre connu spécialisé dans les natures mortes. Postérieurement il passa à l’atelier du célèbre graveur Lucas Vorsterman, qu’il suivit avec un art plus raffiné, notable dans ses portraits.
Vorsterman ses relations avec Rubens et se rendit en Angleterre en 1624, après quoi Pontius le remplaça comme collaborateur de Rubens dans la production de gravures. Pontius gagna la confiance de Rubens. Il se logea chez lui durant cinq ans, et resta à sa charge lorsque le maître partait en voyage. L’arrivée de Pontius dans le cercle des peintres locaux se situe vers 1626, 1627.
Pontius fut le graveur de prédilection de Rubens et de Van Dyck. À leurs morts, il reproduisit des œuvres d’autres maîtres contemporains ou antérieurs, comme Abraham Diepenbeeck, Jacob Jordaens, Gaspard de Crayer et Le Titien.

## Œuvres notables

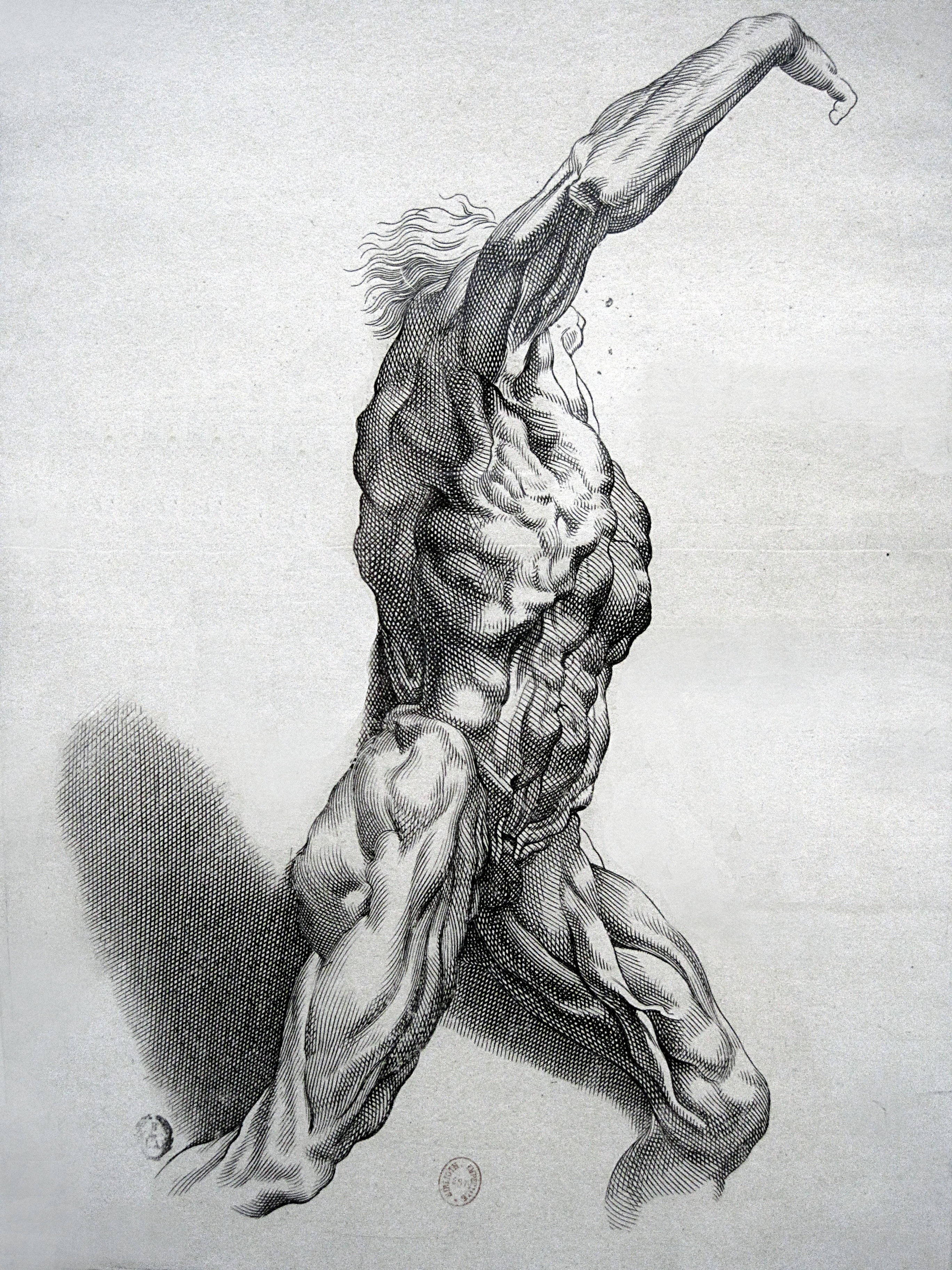
Écorché de Paulus Pontius d'après Pierre Paul Rubens, Bibliothèque nationale de France.

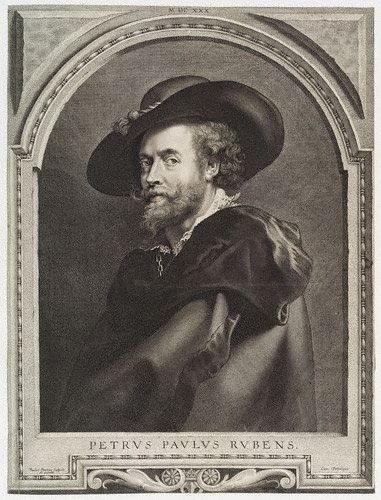
Rubens, sur une gravure de Pontius.

Parmi ses nombreux travaux en collaboration avec Rubens, les œuvres remarquables sont une planche du Comte Duc d’Olivares de 62 cm de haut. Elle est basée sur un portrait de Vélazquez que Rubens entoura d’une bordure chargée, avec des éléments héraldiques. Le modèle peint par Rubens pour cette gravure est conservé au Musée Royal des Beaux Arts de Belgique. Olivares vit la gravure et écrivit à Rubens en août 1626 pour lui exprimer sa satisfaction.
Une seconde planche notable, toujours d’après Rubens, est un Christ en croix (1631, env. 60 cm) et une chute sur le chemin du calvaire (1632) de même format, qui reproduit une peinture probablement disparue.
La relation entre Pontius et Antoine van Dyck fut aussi fructueuse que celle avec Rubens : Pontius intervint dans la célèbre Icones Principum Virorum, projet destiné à perpétuer les artistes, les mécènes et autres personnalités importante de l’époque. Cette série de plus de cent images fut commencée par Van Dyck, peut être avec l’aide de Rubens vers 1626 ; mais ne put être achevée qu’après sa mort, en 1641. Pontius participa énormément à ce projet, apportant plus d’une dizaine de planches. Parmi elles se trouvent le Marquis de Leganes (1631), Carlos Coloma, marquis d'Espinar, le Peintre nain Palamedesz et l’effigie de Rubens, la main sur la poitrine.
Pontius reproduit d’autres compositions plus complètes pour Van Dyck, telle que la Piété, dont l’original est conservé au Musée royal des Beaux-Arts d'Anvers (vers 1629) et dont il existe une reproduction réduite au Musée du Prado à Madrid. Par certains détails de sa gravure, il semble que Pontius se fut basé sur la réplique aujourd’hui à Madrid et non sur la version de grand format d’Anvers.